# Săritură în lungime

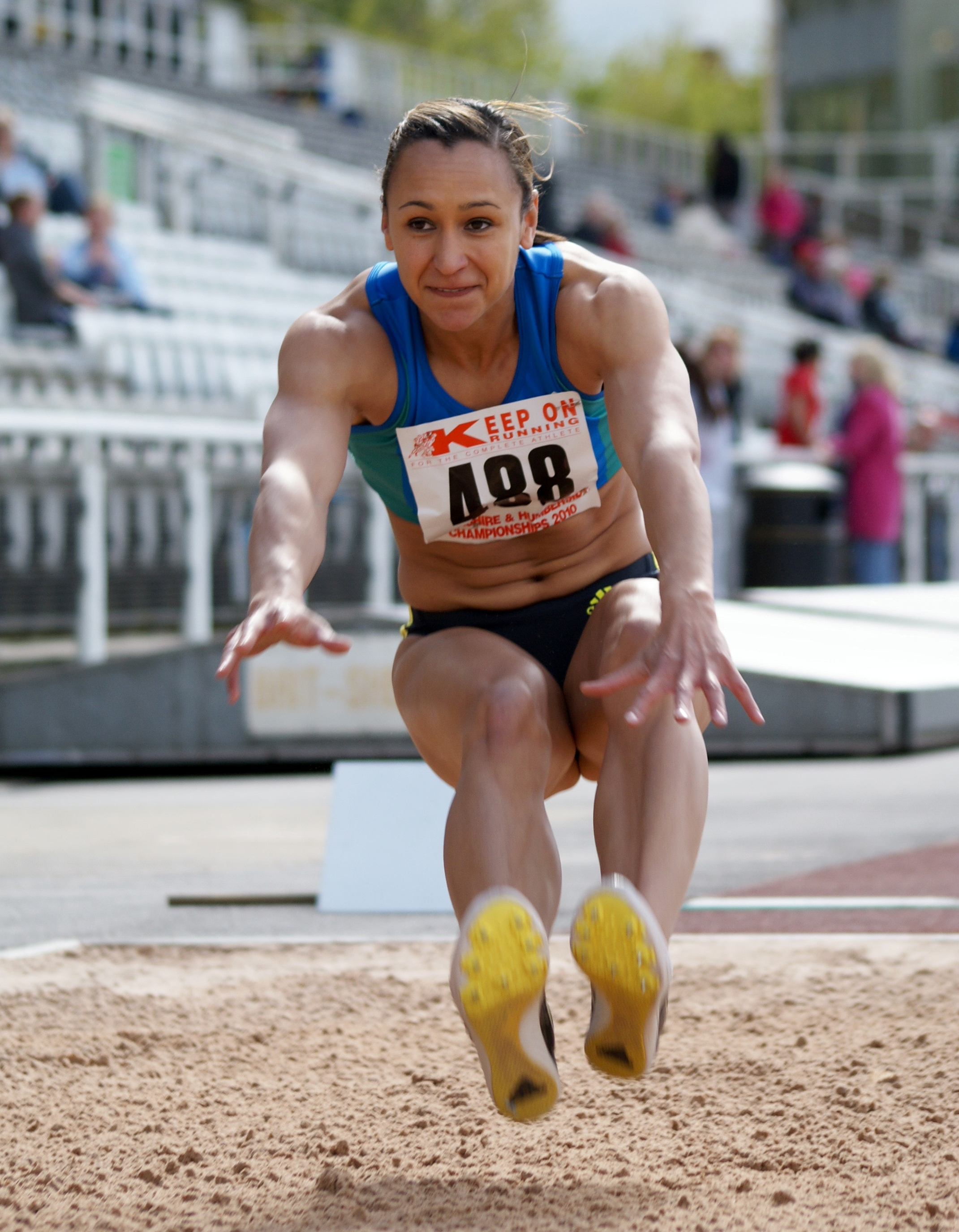
Jessica Ennis în timpul unei sărituri în lungime.

Săritura în lungime este o probă de atletism.
Concurenții trebuie să sară înainte de capătul unei scânduri de decolare implantată la sfârșitul pistei. Săritura se măsoară de la capătul scândurii până la cea mai apropiată urmă făcută în nisip de orice parte a corpului. Fiecare competitor are dreptul la trei sărituri neconsecutive; va fi luată în considerare cea mai bună săritură.

## Evoluția recordului mondial

#### Masculin
| Lungime (m) | Nume                   | Țara | Data       | Locul       |
| ----------- | ---------------------- | ---- | ---------- | ----------- |
| 7,61        | Peter O'Connor         | GBR  | 05.08.1901 | Dublin      |
| 7,69        | Edward Gourdin         | USA  | 23.07.1921 | Cambridge   |
| 7,76        | Robert LeGendre        | USA  | 07.07.1924 | Paris       |
| 7,89        | William DeHart Hubbard | USA  | 13.06.1925 | Chicago     |
| 7,90        | Edward Hamm            | USA  | 07.07.1928 | Cambridge   |
| 7,93        | Sylvio Cator           | HAI  | 09.09.1928 | Paris       |
| 7,98        | Chuhei Nambu           | JPN  | 27.10.1931 | Tokio       |
| 8,13        | Jesse Owens            | USA  | 25.05.1935 | Ann Arbor   |
| 8,21        | Ralph Boston           | USA  | 12.08.1960 | Walnut      |
| 8,24        | Ralph Boston           | USA  | 27.05.1961 | Modesto     |
| 8,28        | Ralph Boston           | USA  | 16.07.1961 | Moscova     |
| 8,31        | Igor Ter-Owanesjan     | URS  | 10.06.1962 | Erevan      |
| 8,31        | Ralph Boston           | USA  | 15.08.1964 | Kingston    |
| 8,34        | Ralph Boston           | USA  | 12.09.1964 | Los Angeles |
| 8,35        | Ralph Boston           | USA  | 29.05.1965 | Modesto     |
| 8,35        | Igor Ter-Owanesjan     | URS  | 19.10.1967 | Mexico City |
| 8,90        | Bob Beamon             | USA  | 18.10.1968 | Mexico City |
| 8,95        | Mike Powell            | USA  | 30.08.1991 | Tokio       |

#### Feminin
| Lungime (m) | Nume                    | Țara | Data       | Locul        |
| ----------- | ----------------------- | ---- | ---------- | ------------ |
| 5,16 *      | Marie Mejzlíková II     | TCH  | 06.08.1922 | Praga        |
| 5,30 *      | Marie Mejzlíková II     | TCH  | 23.09.1923 | Praga        |
| 5,485 *     | Muriel Gunn             | GBR  | 02.08.1926 | London       |
| 5,50 *      | Kinue Hitomi            | JPN  | 28.08.1926 | Göteborg     |
| 5,575 *     | Muriel Gunn             | GBR  | 01.08.1927 | London       |
| 5,98        | Kinue Hitomi            | JPN  | 20.05.1928 | Osaka        |
| 6,12        | Christel Schulz         | GER  | 30.07.1939 | Berlin       |
| 6,25        | Francina Blankers-Koen  | HOL  | 19.09.1943 | Leiden       |
| 6,28        | Yvette Williams         | NZL  | 20.02.1954 | Gisborne     |
| 6,28        | Galina Winogradowa      | URS  | 11.09.1955 | Moscova      |
| 6,31        | Galina Winogradowa      | URS  | 18.11.1955 | Tiflis       |
| 6,35        | Elzbieta Krzesinska     | POL  | 20.08.1956 | Budapesta    |
| 6,35        | Elzbieta Krzesinska     | POL  | 27.11.1956 | Melbourne    |
| 6,40        | Hildrun Claus           | GDR  | 07.08.1960 | Erfurt       |
| 6,42        | Hildrun Claus           | GDR  | 23.06.1961 | Berlin       |
| 6,48        | Tatiana Schtschelkanowa | URS  | 16.07.1961 | Moscova      |
| 6,53        | Tatiana Schtschelkanowa | URS  | 10.06.1962 | Leipzig      |
| 6,70        | Tatiana Schtschelkanowa | URS  | 04.07.1964 | Moscova      |
| 6,76        | Mary Rand               | GBR  | 14.10.1964 | Tokio        |
| 6,82        | Viorica Viscopoleanu    | ROM  | 14.10.1968 | Mexico       |
| 6,84        | Heide Rosendahl         | FRG  | 03.09.1970 | Torino       |
| 6,92        | Angela Voigt            | GDR  | 09.05.1976 | Dresda       |
| 6,99        | Sigrun Siegl            | GDR  | 19.05.1976 | Dresda       |
| 7,07        | Vilma Bardauskiene      | URS  | 18.08.1978 | Chișinău     |
| 7,09        | Vilma Bardauskiene      | URS  | 29.08.1978 | Praga        |
| 7,15        | Anișoara Cușmir         | ROM  | 01.08.1982 | București    |
| 7,20        | Vali Ionescu            | ROM  | 01.08.1982 | București    |
| 7,21        | Anișoara Cușmir         | ROM  | 15.05.1983 | București    |
| 7,27        | Anișoara Cușmir         | ROM  | 04.06.1983 | București    |
| 7,43        | Anișoara Cușmir         | ROM  | 04.06.1983 | București    |
| 7,44        | Heike Drechsler         | GDR  | 22.09.1985 | Berlin       |
| 7,45        | Heike Drechsler         | GDR  | 21.06.1986 | Tallinn      |
| 7,45        | Heike Drechsler         | GDR  | 03.07.1986 | Dresda       |
| 7,45        | Jackie Joyner-Kersee    | USA  | 13.08.1987 | Indianapolis |
| 7,45        | Galina Cisteakova       | URS  | 11.06.1988 | Leningrad    |
| 7,52        | Galina Cisteakova       | URS  | 11.06.1988 | Leningrad    |

### Record în România
Masculin
- Bogdan Tudor — 8,37 m, 9 iulie 1995, Stuttgart-Bad Cannstatt

Feminin
- Anișoara Cușmir — 7,43 m, 4 iunie 1983, București

## Medaliați olimpici

### Masculin
| Anul | Aur                          | Argint                  | Bronz                      |
| ---- | ---------------------------- | ----------------------- | -------------------------- |
| 1896 | Ellery Clark (USA)           | Robert Garrett (USA)    | James Connolly (USA)       |
| 1900 | Alvin Kraenzlein (USA)       | Meyer Prinstein (USA)   | Patrick Leahy (GBR)        |
| 1904 | Meyer Prinstein (USA)        | Daniel Frank (USA)      | Robert Stangland (USA)     |
| 1906 | Meyer Prinstein (USA)        | Peter O'Connor (GBR)    | Hugo Friend (USA)          |
| 1908 | Frank Irons (USA)            | Daniel Kelly (USA)      | Calvin Bricker (CAN)       |
| 1912 | Albert Gutterson (USA)       | Calvin Bricker (CAN)    | Georg Åberg (SWE)          |
| 1920 | William Petersson (SWE)      | Carl Johnson (USA)      | Erik Abrahamsson (SWE)     |
| 1924 | William DeHart Hubbard (USA) | Edward Gourdin (USA)    | Sverre Hansen (NOR)        |
| 1928 | Edward Hamm (USA)            | Silvio Cator (HAI)      | Alfred Bates (USA)         |
| 1932 | Edward Gordon (USA)          | Lambert Redd (USA)      | Chuhei Nambu (JPN)         |
| 1936 | Jesse Owens (USA)            | Luz Long (GER)          | Naoto Tajima (JPN)         |
| 1948 | Willie Steele (USA)          | Theo Bruce (AUS)        | Herb Douglas (USA)         |
| 1952 | Jerome Biffle (USA)          | Meredith Gourdine (AUS) | Ödön Földessy (HUN)        |
| 1956 | Greg Bell (USA)              | John Bennett (USA)      | Jorma Valkama (FIN)        |
| 1960 | Ralph Boston (USA)           | Irvin Roberson (USA)    | Igor Ter-Owanesjan (URS)   |
| 1964 | Lynn Davies (GBR)            | Ralph Boston (USA)      | Igor Ter-Owanesjan (URS)   |
| 1968 | Bob Beamon (USA)             | Klaus Beer (GDR)        | Ralph Boston (USA)         |
| 1972 | Randy Williams (USA)         | Hans Baumgartner (FRG)  | Arnie Robinson (USA)       |
| 1976 | Arnie Robinson (USA)         | Randy Williams (USA)    | Frank Wartenberg (GDR)     |
| 1980 | Lutz Dombrowski (GDR)        | Frank Paschek (GDR)     | Waleri Podluschni (URS)    |
| 1984 | Carl Lewis (USA)             | Gary Honey (AUS)        | Giovanni Evangelisti (ITA) |
| 1988 | Carl Lewis (USA)             | Mike Powell (USA)       | Larry Myricks (USA)        |
| 1992 | Carl Lewis (USA)             | Mike Powell (USA)       | Joe Greene (USA)           |
| 1996 | Carl Lewis (USA)             | James Beckford (JAM)    | Joe Greene (USA)           |
| 2000 | Iván Pedroso (CUB)           | Jai Taurima (AUS)       | Roman Stschurenko (UKR)    |
| 2004 | Dwight Phillips (USA)        | John Moffitt (USA)      | Joan Lino Martínez (ESP)   |
| 2008 | Irving Saladino (PAN)        | Khotso Mokoena (RSA)    | Ibrahim Camejo (CUB)       |
| 2012 | Greg Rutherford (GBR)        | Mitchell Watt (AUS)     | Will Claye (USA)           |

### Feminin
| Anul | Aur                        | Argint                     | Bronz                         |
| ---- | -------------------------- | -------------------------- | ----------------------------- |
| 1948 | Olga Gyarmati (HUN)        | Noëmi de Portela (ARG)     | Ann-Britt Leyman (SWE)        |
| 1952 | Yvette Williams (NZL)      | Aleksandra Tschudina (URS) | Shirley Cawley (GBR)          |
| 1956 | Elżbieta Krzesińska (POL)  | Willye White (USA)         | Nadeshda Dwalischwili (URS)   |
| 1960 | Wera Krepkina (URS)        | Elżbieta Krzesińska (POL)  | Hildrun Claus (EUA)/(GDR)     |
| 1964 | Mary Rand (GBR)            | Irena Kirszenstein (POL)   | Tatiana Schtschelkanowa (URS) |
| 1968 | Viorica Viscopoleanu (ROM) | Sheila Sherwood (GBR)      | Tatiana Talyschewa (URS)      |
| 1972 | Heide Rosendahl (FRG)      | Diana Jorgowa (BUL)        | Eva Šuranová (TCH)            |
| 1976 | Angela Voigt (GDR)         | Kathy McMillan (USA)       | Lydia Alfejewa (URS)          |
| 1980 | Tatiana Kolpakova (URS)    | Brigitte Wujak (GDR)       | Tatiana Skatschko (URS)       |
| 1984 | Anișoara Stanciu (ROM)     | Vali Ionescu (ROM)         | Sue Hearnshaw (GBR)           |
| 1988 | Jackie Joyner-Kersee (USA) | Heike Drechsler (GDR)      | Galina Cisteakova (URS)       |
| 1992 | Heike Drechsler (GER)      | Inesa Kraveț (EUN)         | Jackie Joyner-Kersee (USA)    |
| 1996 | Chioma Ajunwa (NGR)        | Fiona May (ITA)            | Jackie Joyner-Kersee (USA)    |
| 2000 | Heike Drechsler (GER)      | Fiona May (ITA)            | vakant                        |
| 2004 | Tatiana Lebedeva (RUS)     | Irina Simagina (RUS)       | Tatiana Kotova (RUS)          |
| 2008 | Maurren Higa Maggi (BRA)   | Tatiana Lebedeva (RUS)     | Blessing Okagbare (Nigeria)   |
| 2012 | Brittney Reese (SUA)       | Elena Sokolova (RUS)       | Janay Deloach (SUA)           |

## Medaliați la campionatul mondial

### Masculin
| Anul | Aur                   | Argint                       | Bronz                     |
| ---- | --------------------- | ---------------------------- | ------------------------- |
| 1983 | Carl Lewis (USA)      | Jason Grimes (USA)           | Mike Conley (USA)         |
| 1987 | Carl Lewis (USA)      | Robert Emmijan (URS)         | Larry Myricks (USA)       |
| 1991 | Mike Powell (USA)     | Carl Lewis (USA)             | Larry Myricks (USA)       |
| 1993 | Mike Powell (USA)     | Stanislaw Tarasenko (RUS)    | Witali Kirilenko (UKR)    |
| 1995 | Iván Pedroso (CUB)    | James Beckford (JAM)         | Mike Powell (USA)         |
| 1997 | Iván Pedroso (CUB)    | Erick Walder (USA)           | Kirill Sosunow (RUS)      |
| 1999 | Iván Pedroso (CUB)    | Yago Lamela (ESP)            | Gregor Cankar (SLO)       |
| 2001 | Iván Pedroso (CUB)    | Savante Stringfellow (USA)   | Carlos Calado (POR)       |
| 2003 | Dwight Phillips (USA) | James Beckford (JAM)         | Yago Lamela (ESP)         |
| 2005 | Dwight Phillips (USA) | Ignisious Gaisah (GHA)       | Tommi Evilä (FIN)         |
| 2007 | Irving Saladino (PAN) | Andrew Howe (ITA)            | Dwight Phillips (USA)     |
| 2009 | Dwight Phillips (USA) | Godfrey Khotso Mokoena (RSA) | Mitchell Watt (AUS)       |
| 2011 | Dwight Phillips (USA) | Mitchell Watt (AUS)          | Ngonidzashe Makusha (ZIM) |

### Feminin
| Anul | Aur                        | Argint                      | Bronz                     |
| ---- | -------------------------- | --------------------------- | ------------------------- |
| 1983 | Heike Daute (GDR)          | Anișoara Cușmir (ROM)       | Carol Lewis (USA)         |
| 1987 | Jackie Joyner-Kersee (USA) | Jelena Belewskaja (URS)     | Heike Drechsler (GDR)     |
| 1991 | Jackie Joyner-Kersee (USA) | Heike Drechsler (GER)       | Larissa Bereschnaja (URS) |
| 1993 | Heike Drechsler (GER)      | Larissa Bereschnaja (UKR)   | Renata Nielsen (DEN)      |
| 1995 | Fiona May (ITA)            | Niurka Montalvo (CUB)       | Irina Muschailowa (RUS)   |
| 1997 | Liudmila Galkina (RUS)     | Niki Xanthou (GRE)          | Fiona May (ITA)           |
| 1999 | Niurka Montalvo (ESP)      | Fiona May (ITA)             | Marion Jones (USA)        |
| 2001 | Fiona May (ITA)            | Tatiana Kotova (RUS)        | Niurka Montalvo (ESP)     |
| 2003 | Eunice Barber (FRA)        | Tatiana Kotova (RUS)        | Anju Bobby George (IND)   |
| 2005 | Tianna Madison (USA)       | Tatiana Kotova (RUS)        | Eunice Barber (FRA)       |
| 2007 | Tatiana Lebedeva (RUS)     | Ljudmila Koltschanowa (RUS) | Tatiana Kotova (RUS)      |
| 2009 | Brittney Reese (USA)       | Tatiana Lebedeva (RUS)      | Karin Mey Melis (TUR)     |
| 2011 | Brittney Reese (USA)       | Olga Kucherenko (RUS)       | Ineta Radēviča (LAT)      |